# Edmondo Grandini
Edmondo Grandini (Parma o Busseto, 17 de gener de 1882 - Brescia, 8 de febrer de 1953) fou un baríton i professor de cant italià.

## Biografia
De jove era paleta i, sense tenir mitjans de subsistència, es va inscriure com a voluntari a l'exèrcit i el van destinar a Milà. Allà es va inscriure al Conservatori i va estudiar cant amb el director Giuseppe Gallignani. El Monte di Credito di Busseto li va atorgar una beca de 40 lires al mes. També va rebre ajuda econòmica de Temistocle Orlandi, de Busseto.
Va debutar el 1908 amb èxit al Teatre Sociale de Crema a La traviata de Giuseppe Verdi. El compositor Riccardo Zandonai el va reclutar per cantar el paper de John Peerybingle de la seva nova òpera Il grillo del focolare, escrita per a la temporada inaugural del teatre Politeama Chiarella de Torí i basada en l'obra homònima de Charles Dickens. El teatre s'havia inaugurat dies abans amb la representació de Mefistofele d'Arrigo Boito, sense la participació de Grandini. La temporada 1909-1910 va participar en tres òperes al Teatro Costanzi de Roma: Cavalleria rusticana de Pietro Mascagni, Pagliacci de Ruggero Leoncavallo i La nave rossa d'Armando Seppilli, sota la direcció de Teofilo De Angelis.
El 6 de maig de 1911 va cantar al Teatro Comunale de Bolonya l'òpera Salome de Richard Strauss, en el paper de Jochanaan (Joan Baptista) i amb Gemma Bellincioni com a Salomé. Aquesta mateixa obra la va representar el 9 de maig de 1911 a la ciutat de Parma, en la seva estrena a la ciutat, i la va representar en la gira de presentació de l'obra a altres ciutats italianes, com ara Brescia, Verona, Ferrara, Florència, Ravenna i Gènova.
El desembre de 1912 s'iniciava a Barcelona una gira d'una companyia que comptava com a artista principal la soprano barcelonina Maria Barrientos, una gira que s'anunciava coma Tournée Barrientos. El novembre de 1912 van oferir al Teatre Principal de Barcelona Il barbiere di Siviglia, amb Barrientos en el paper de Rosina i Grandini en el del Fígaro. Després van interpretar La traviata i Lucia di Lammermoor. Continuant amb la gira Barrientos, el gener de 1913 va cantar La bohème al Teatre Líric de Palma, al Teatre Principal d'Alacant i al Teatre Principal de València, al costat de la soprano Rafaela Leonis, el tenor valencià César Vercher i la soprano María Casadei, sota la direcció de Lorenzo Camillieri. A València es va oferir també Rigoletto de Verdi, amb Grandini en el paper de títol de l'òpera, César Vercher com a Duc de Mantua i Rafaela Leonis com a Gilda amb la direcció orquestral d'Artur Baratta. La crítica després de la representació d'aquesta obra a Alacant no van ser gaire bones per la companyia, tret de la participació de Grandini: "Des que va començar l'obra es va notar que, excepció feta de Grandini, els artistes es trobaven en possessió d'una paura [sic, por] lamentable". La representació següent a Alacant, la d'Il barbiere di Siviglia de Gioachino Rossini, amb Maria Barrientos com a cantant principal i amb Grandini com a Fígaro, sí que va ser tot un èxit. Al llarg d'aquella gira va tenir lloc un naufragi d'un vapor espanyol davant les costes d'Eivissa, el 17 de gener de 1913: el vapor Mallorca, que havia salpat de Palma amb destinació a Alacant, va embarrancar davant la costa de Santa Eulària en tocar uns baixos no senyalitzats. Tothom es va salvar, gràcies als esforços de la població eivissenca. La ciutat de Palma va obsequiar l'eivissenca amb diferents regals, entre ells una placa d'argent, sufragada, entre d'altres, per alguns dels membres de la companyia lírica de la gira Maria Barrientos. Hi van col·laborar econòmicament Edmondo Grandini, Rafaela Leonis (i la seva mare, que l'acompanyava en la gira) i gairebé tota la resta de membres de la companyia lírica.
A finals de 1913 i primers de 1914 s'anunciava que la gira Barrientos arribaria a l'Havana el febrer de 1914 i que a la companyia hi serien també Edmondo Grandini i la mezzosoprano barcelonina Conxita Supervia, entre d'altres. El 3 de març de 1914 debutava Grandini al Teatre Politeama de l'Havana interpretant La traviata, en una representació gairebé improvisada per la malaltia de la Supervia, que havia d'interpretar Carmen de Georges Bizet. A canvi es va oferir La traviata amb Maria Barrientos en el paper principal i Grandini com a Giorgio Germont. Seguirien Il barbiere di Siviglia, Lucia di Lammermoor de Gaetano Donizetti, La bohème, òpera a la qual Grandini va interpretar el paper del pintor Marcello, Maria Barrientos el de Mimì, Creusa Casadei el de Musetta i Attilio Salvaneschi el de Rodolfo, i Rigoletto, amb la Supervia fent el paper de Maddalena i Barrientos el de Gilda.
El 20 de març de 1915 va participar en l'estrena absoluta de l'òpera Fedra d'Ildebrando Pizzetti amb un llibre de Gabriele D'Annunzio, al costat de la soprano Solomia Kruixelnitska, que feia el paper principal, Fedra. Aquesta estrena va tenir lloc a La Scala de Milà. La temporada següent, la 1915-1916, va participar a Parma en les òperes Andrea Chénier d'Umberto Giordano, Isabeau de Pietro Mascagni (en la seva estrena a Parma) i Aida de Verdi.
A finals de 1923 va cantar Lucia di Lammermoor amb una altra soprano catalana en el paper principal: Mercè Capsir. La representació va tenir lloc a Como, Itàlia. Després, Grandini va fer la temporada d'Austràlia amb la Melba-Williamson Opera Company, cantant a Melbourne, en una companyia que comptava també amb Toti Dal Monte, Lina Scavizzi, Augusta Concato, Carmen Tornari, Aga Lahowska, Nino Piccaluga, Dino Borgioli i el barceloní Antoni Marqués, entre d'altres, dirigits per Franco Paolantonio. La companyia comptava amb un baix debutant inusitat: el príncep rus Alexis Obolenski (1883–1942), de la dinastia ruríkida. La Revolució Russa havia obligat la seva família a fugir del país. Grandini va intervenir en aquesta gira al teatre His Majesty's de Melbourne en Lucia di Lammermoor, al costat de Toti Dal Monte i Dino Borgioli, amb l'assistència entre els espectadors de la gran soprano australiana Nellie Melba, organitzadora de la gira amb la companyia J.C. Williamson Ltd., fundada molts anys abans per James Cassius Williamson (1844-1913). Nellie Melba havia cantat el 29 de març, en la inauguració de la temporada i de la gira, l'òpera La bohème de Puccini, en presència del Governador General australià, Henry Forster, de la seva esposa i del Governador de Victòria, Lord Stradbrole, i de la seva esposa. Grandini va cantar en aquella gira també el paper principal de Rigoletto, amb Toti Dal Monte com a Gilda, Dino Borgioli com a Duc de Mantua i Alexis Obolenski com a Sparafucile. Seguiria Grandini en aquella gira amb l'òpera Carmen, amb Aga Lahoska i Nino Piccaluga en el papers principals, i pocs dies després Aida, en el paper d'Amonasro, amb Augusta Concato en el paper del títol, Phyllis Archibald com Amneris i Nino Piccaluga com a Radamès. Vindria el torn després del paper d'Alfio de l'òpera Cavalleria rusticana, amb Lina Scavizzi i Nino Piccaluga. La gira es va traslladar a continuació a la ciutat de Sydney, amb una gala inaugural el dia 14 de juny en presència del Governador General Foster i del Governador de Nova Gal·les del Sud, Sir Dudley Rawson Stratford de Chair, i de les seves esposes. L'obra representada va ser La bohème, amb Nellie Melba com a protagonista i sense la participació de Grandini, que debutaria a la ciutat amb Lucia di Lammermoor el 23 de juny, cantant després Carmen com Escamillo, Il barbiere di Siviglia, amb un gran èxit en el paper de Figaro, Cavalleria rusticana, Aida i Rigoletto. La gira va tornar després a Melbourne, amb la repetició d'algunes de les òperes prèviament escenificades, i més tard va continuar per Adelaida. En aquesta ciutat Grandini tornaria a cantar Lucia di Lammermoor, que va ser l'escollida per la inauguració de la temporada del 19 de setembre -en presència del Governador d'Austràlia Meridional, Sir George Tom Molesworth Bridges-, Aida, Il barbiere di Sivigila i Cavalleria rusticana. Després d'una llarga gira, Grandini i la seva esposa van tornar cap a Londres des del port d'Adelaida a bord del vaixell SS Osterley.
L'any següent, 1925, va fer la d'Amèrica del Sud, cantant a Santiago de Xile les òperes La bohème de Giacomo Puccini, Loreley d'Alfredo Catalani, Faust de Charles Gounod, Aida, Andrea Chénier, Cavalleria rusticana, La cena delle beffe d'Umberto Giordano en la seva estrena a Xile, i La traviata, totes elles sota la direcció de Giulio Falconi. A la companyia italiana es trobaven també, i amb ells va compartir escenari, Gilda Dalla Rizza, María Carena, Thea Vitulli, Antonio Melandri, Isabel Marengo, Umberto di Lelio, la valenciana Aurora Buades i Nino Piccaluga.
El 26 de juliol de 1928 va participar en la representacio de l'òpera Nerone d'Arrigo Boito que va tenir lloc a Udine, al costat dels cantants Antonio Votto, Elena Barrigar, Manuel Salazar, Ernesto Dominici i Antonio Righetti. Aquesta obra s'havia estrenat el 1924 a La Scala de Milà.
El gener de 1929 va cantar el paper de Iago de l'òpera Otello de Verdi al Teatre La Fenice de Venècia, sota la direcció d'Aldo Zeetti. Otello va ser interpretat per Renato Zanelli i Desdèmona per Olga Brancucci. Va ser l'única òpera que Grandini va cantar al gran teatre venecià. A començaments de 1930, el mes de gener, va participar en les representacions de La Wally que van tenir lloc a Teatro Grande de Brescia, amb Sara Scuderi i Luigi Marini.
El 1915 havia estat contractat per a representar l'òpera Tannhäuser de Richard Wagner al Gran Teatre del Liceu de Barcelona, però no va poder anar-hi a causa de la guerra. Sí que ho va poder fer la Temporada 1929-1930. Hi va cantar La bohème, Rigoletto i Aida.
El 26 de desembre de 1930 va participar en la inauguració de la temporada del Teatro Petruzzelli de Bari, interpretant La forza del destino de Verdi, amb Hilda Monti i Aroldo Lindi sota la direcció d'Alfredo Padovani. Al mateix teatre i en la mateixa temporada, va cantar Lucia di Lammermoor, amb Maria Gentile com a Lucia.
El 4 de febrer de 1933 va participar en la representació de Lohengrin de Wagner al Teatro Ponchielli de Cremona. L'acompanyaven a l'escenari Maria Zamboni, Maria Fallani, Constantino Percy i Igino Zangheri. Pocs dies més tard, el 10 de febrer, va participar en l'estrena d'una òpera del compositor Oreste Riva, anomenada Il Narciso. Aquesta estrena va tenir lloc al mateix Teatro Ponchielli, amb la soprano Ilde Brunazzi i el tenor Piero Menescaldi. Va tornar a Parma després, a fer la temporada 1932-1933, participant en Aida i Lohengrin de Wagner. La temporada següent, 1933-1934, hi va representar La cena delle beffe. El 7 de desembre de 1933 va participar en l'estrena d'una nova òpera, Corsaresca, del compositor Pasquale La Rotella. Va tenir lloc al Teatro Vittorio Emanuele de Torí, amb Delia Sanzio, Vittoria Palombini i Ubaldo Tofanetti, entre d'altres, dirigits per Ottorino Vertova.
L'agost de 1937 va participar en Cavalleria rusticana a Milà, al Teatro dei Ventimila del Castell Sforza, amb Lina Bruna Rasa, Ada Mignozzi i Augusto Ferrazzo. El juliol de 1938 va tornar a cantar el mateix paper al Ventimila, al costat de Lina Bruna Rasa, Silvio Costa Lo Giudice, Irma Colasanti i Ada Bignozzi.
El 30 de juliol de 1939 va tornar a cantar amb la cantant catalana Mercè Capsir, ara en la celebració del centenari de l'estrena de la primera òpera de Verdi, Oberto, Conte di San Bonifacio, que es va estrenar a La Scala de Milà el 17 de novembre de 1839. Gairebé cent anys més tard, la van interpretar a Busseto, vila natal de Verdi, Grandini, Capsir, Gilda Alfano i Renato Gigli, entre d'altres. De fet, és l'última òpera a la qual va participar Grandini.
Després de la seva carrera, es va establir a Brescia, on es va dedicar a la docència, sense negar-se mai a participar en concerts benèfics. Entre els seus alumnes va tenir a Carlo Bergonzi, a Fernando Bandera i a Giacinto Prandelli.